# Auxy (Loiret)
Auxy – miejscowość i gmina we Francji, w Regionie Centralnym, w departamencie Loiret.
Według danych na rok 1990 gminę zamieszkiwały 682 osoby, a gęstość zaludnienia wynosiła 34 osoby/km² (wśród 1842 gmin Regionu Centralnego Auxy plasuje się na 558. miejscu pod względem liczby ludności, natomiast pod względem powierzchni na miejscu 659.).